# Megaselia sextobsoleta
Megaselia sextobsoleta är en tvåvingeart som beskrevs av Borgmeier 1971. Megaselia sextobsoleta ingår i släktet Megaselia och familjen puckelflugor. Inga underarter finns listade i Catalogue of Life.